# Abdij van Westmalle
De abdij van Westmalle, voluit de abdij van Onze-Lieve-Vrouw van het Heilig Hart van Westmalle is een cisterciënzer klooster dat gesticht werd in 1794. De abdij is gelegen in Westmalle, een deelgemeente van Malle in de Belgische provincie Antwerpen. Het bier dat in dit klooster gebrouwen wordt, is een van de twaalf trappistenbieren.

## Geschiedenis

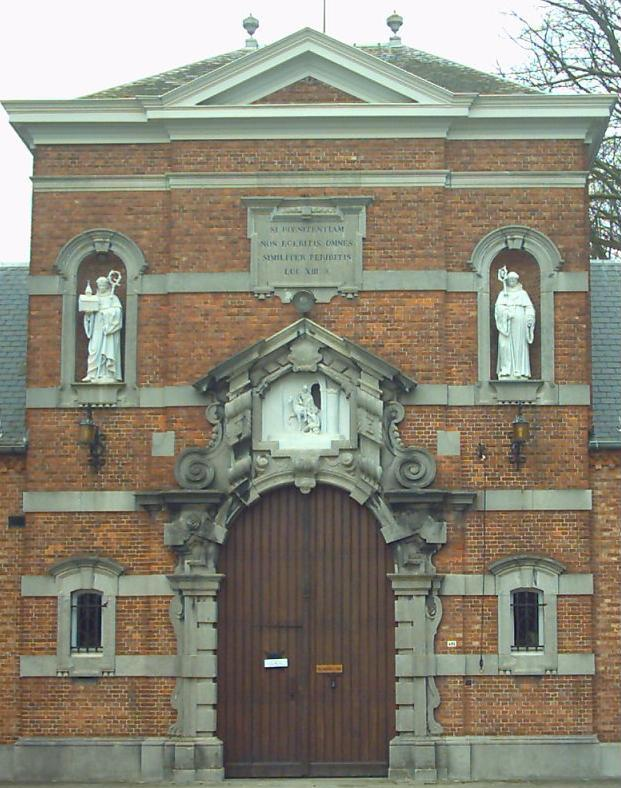
Poortgebouw van de abdij

Tijdens de Franse Revolutie ontvluchtte een groep monniken het Normandische klooster La Trappe. Zij kwamen terecht in de Kempen waar ze een kleine boerderij, genaamd Nooit Rust, toegewezen kregen van de bisschop van Antwerpen. De hoeve deed tot 1836 dienst als klooster, waarna zij officieel een abdij werd en de nodige gebouwen werden opgericht (kerk, klooster, gastenkamers). Sindsdien is het complex nog verder uitgebreid met onder meer een nieuwe koeienstal en brouwerij, toegevoegd in de jaren 30 van de twintigste eeuw. De abdij wordt nog steeds regelmatig gemoderniseerd. Ze telde begin eenentwintigste eeuw 24 paters en broeders. De abdij voorziet in het onderhoud van haar leden door verschillende activiteiten: een boerderij, een kaasmakerij, een bierbrouwerij en het ontvangen van gasten.
Bijzondere jaartallen:
- 1794: stichtingsdag 6 juni 1794 - op 17 juli vlucht naar klooster Marienfeld in Harsewinkel in het Prinsbisdom Münster voor de revolutionaire Franse troepen
- 1795: stichting toevluchthuis in Darfeld
- 1802: terugkeer naar Westmalle
- 1811: tussen augustus en oktober vertrekken de monniken uit hun opgeheven klooster. De gebouwen ontsnappen aan confiscatie, omdat ze eigendom zijn van baron de Caters. Drie monniken blijven ter plekke.
- 1814: terugkeer van de monniken en herneming van het religieuze leven
- 1822: wettig bestaan en verkrijging van bescherming [1]
- 1836: Westmalle wordt abdij en hoofd van een Belgische congregatie van trappisten
- 1836: de Sint-Sixtusabdij van Westvleteren komt onder de voogdij van Westmalle
- 1838: stichting klooster in Meersel-Dreef, in 1846 verhuisd naar Achel
- 1884: stichting vluchthuis in Tegelen, dat in 1912 autonoom wordt
- 1893: stichting Notre-Dame de St-Joseph in Bamania (Congo-Kinshasa)
- 1899: wijding nieuwe kerk.
- 1914-1918: evacuatie van de communiteit, eerst naar Echt, later naar Tegelen
- 1922: voogdij over de monialen van Soleilmont in Fleurus
- 1925: stichting in Bamania wordt opgeheven
- 1946: Abdij van Orval komt onder Westmalle
- 1950: stichting abdij van cisterziënzerinnen O.L.V. van Nazareth te Brecht
- 1962: stichting Redwoods Monastery in Californië (VS)

## Priors en abten
- Arsenius (Pierre Bertrand) Durand (Châtellerault 1761 - Lulworth 1804), prior van 6 juni 1794 tot maart 1795
- Eugenius Bonhomme de la Prade (Carcassonne 1764 - Verlaine 1816), prior van maart tot oktober 1795
- Maurus (Joseph) Mori (Gent 1768 - Melleray 1842), prior van 1802 tot augustus 1810
- Alexius (Alex) Van Kerckhove (Lokeren 1767 - Westmalle 1826), prior van 1810 tot 1826
- Martinus (Frans Daniel) Dom (Kontich 1791 - Westmalle 1873), prior van 1826 tot 1836 en abt van 1836 tot 1872
- Benedictus Wuyts (Vlimmeren 1819 - Westmalle), abt van 16/03/1872 tot 13/07/1896, was voordien abt van de Sint-Sixtusabdij van Westvleteren
- Ferdinandus Broechoven (Berlaar 1839 - Westmalle 1921), abt van 12/08/1896 tot 12/09/1911
- Herman-Joseph Smets (Antwerpen 1875 - Rome 1943), abt van 30/10/1911 tot 16/07/1929)
- Tarcisius (Cornelius) van der Kamp (Amsterdam 1891 - Weert 1939), abt van 17/08/1929 tot 19/12/1939
- Robertus Eyckmans (Herentals 1887 - Westmalle 1971), abt van 20/01/1940 tot 12/09/1956
- Eduardus (Albert Edward) Wellens (°Uden 1916), abt van 09/10/1956 tot 15/01/1967
- Deodaat De Wilde (°Rumbeke 1903), abt van 03/03/1967 tot 01/04/1975
- Bartholomeus De Strijcker, abt van 17/04/1975 tot 13/10/1987
- Ivo (Raphaël) Dujardin (°Turnhout 1938), abt van 28/10/1987 tot 12/07/2004
- Nathanaël (Gaston) Koninkx (°Zandhoven, 1947),[2] prior van 12/07/2004 tot 11/07/2005 en abt vanaf 11/07/2005

## Onroerend erfgoed
In 1993 werd de abdij op de Inventaris van het Bouwkundig Erfgoed geplaatst. De omgeving van de abdij werd beschermd als landschap, doch in 1999 werd deze bescherming ongedaan gemaakt.